# Monreal
Monreal település Németországban, Rajna-vidék-Pfalz tartományban. Lakosainak száma 763 fő (2023. december 31.).

## Népesség
A település népességének változása:
| Lakosok száma | 791  | 802  | 782  | 763  | 768  | 788  | 763  |
|               | 1975 | 2015 | 2017 | 2019 | 2021 | 2022 | 2023 |